# Stranded
Stranded este al treilea album al trupei de art rock Roxy Music și a fost lansat la finele lui 1973, atingând primul loc în topul britanic al albumelor. Pe coperta albumului se află prietena de la acea vreme a lui Bryan Ferry și deținătoare a titlului de Playmate a anului 1973, Marilyn Cole. A fost primul album al formației pe care Ferry nu a fost singurul compozitor întrucât multi-instrumentalistul Andy Mackay și chitaristul Phil Manzanera au contribuit și ei la scrierea cântecelor. Deși a fost primul album Roxy Music fără Brian Eno, care părăsise grupul după For Your Pleasure, acesta din urmă a caracterizat mai târziu albumul ca fiind cel mai bun al trupei. 
Piesa "Street Life" a fost lansată ca single și a ajuns până pe locul 9 în topurile britanice. 

## Tracklist
1. "Street Life" (3:29)
2. "Just Like You" (3:36)
3. "Amazona" (Ferry, Phil Manzanera) (4:16)
4. "Psalm" (8:04)
5. "Serenade" (2:59)
6. "A Song for Europe" (Ferry, Andy Mackay) (5:46)
7. "Mother of Pearl" (6:52)
8. "Sunset" (6:04)

- Toate cântecele au fost scrise de Bryan Ferry cu excepția celor notate.

## Single
- "Street Life" (1973)

## Componență
- Bryan Ferry - voce, pian, pian electric
- John Gustafson - chitară bas
- Eddie Jobson - sintetizatoare, claviaturi, vioară electrică
- Andy Mackay - oboi, saxofon
- Phil Manzanera - chitară
- Paul Thompson - tobe